# نفل صغير الأسدية
النفل صغير الأسدية (باللاتينية: Trifolium micranthum) نوع نباتي من جنس النفل من الفصيلة البقولية.

## الموئل والانتشار
موطنه الأصلي بلاد الشام والمغرب العربي والقوقاز وبعض مناطق حوض البحر الأبيض المتوسط.

## مرادفات للاسم العلمي
- (باللاتينية: Chrysaspis micrantha (Viv.) Hendrych (provisional))
- (باللاتينية: Trifolium filiforme L., nom. ambig.)